# バンクーバーの朝日
『バンクーバーの朝日』（バンクーバーのあさひ）は、2014年制作の日本映画。フジテレビジョン開局55周年記念作品。

## 概要
戦前のカナダ・バンクーバーに実在した日系人野球チーム「バンクーバー朝日」を描いた作品。
石井裕也が監督し、主演の妻夫木聡とは同年5月24日公開の映画『ぼくたちの家族』に続き、再タッグとなる。
KAT-TUNの亀梨和也、勝地涼、上地雄輔、池松壮亮など、実際に野球経験のある俳優を起用して撮影が行われた。
バンクーバーでのロケのほか、栃木県足利市に広大なロケセットを組み、当時の日本人街や野球場が再現された。
また、この映画に劇中歌として使用された「Take me out to the ball game」を映画にも出演している上地雄輔が「Take me out to the ball game〜あの・・一緒に観に行きたいっス。お願いします!〜」というタイトルでカバーしている。

## ISIL日本人拘束事件による影響
この番組が放送される前日、ISILによる日本人拘束事件が発生した。この事件発生に伴い、2015年1月24日にフジテレビで放送予定だったテレビアニメ『暗殺教室』第3話が放送中止となり、映画関連番組『「バンクーバーの朝日」序章〜映画の時代背景を名優・滝藤賢一が独演〜』の再放送に差し替えられた。その後、『暗殺教室』第3話は1週延期して放送された。

## あらすじ
1900年代初頭、日本は不景気であり、多くの日本人が新天地を夢見てカナダへ渡った。しかし現実は、過酷な肉体労働や貧困、云われのない差別…という厳しさであった。そんな中、日本人街に野球チーム「バンクーバー朝日」が生まれる。体格で上回る白人チーム相手に負け続け、万年リーグ最下位であったが、彼らのプレイは日本人街の希望の光となっていった。ある年、キャプテンに就いたレジー笠原は、敵の三塁手が大柄で動きが鈍そうなことからセーフティバントを思い立つ、さらに盗塁を組合せて念願の得点を取ることに成功した。これをきっかけに、バントと盗塁を多用するプレースタイルを思いつく。その大胆な戦法は「頭脳野球」「サムライ野球」と呼ばれ、同時にフェアプレーの精神でひたむきに戦い抜く彼らの姿は、日系移民たちに勇気や希望をもたらし白人社会からも賞賛と人気を勝ち取っていき、シーズン最終戦に優勝を賭けた大一番を戦うまでになる。
朝日の活躍は、日系移民とカナダ人との垣根を下げるのに寄与したかと思ったが、泥沼化した日中戦争（支那事変）の打開を図るため、1941年12月、日本軍が真珠湾攻撃を行い太平洋戦争（大東亜戦争）が勃発すると、一転して日系移民は敵性国民として強制収容されることになってしまう。彼らが収容所から出たのは終戦後5年後、さらに朝日と言う野球チームの名誉が回復されるには60年の歳月が掛かることとなってしまった。

## キャスト
- レジー笠原（ショート）：妻夫木聡
- ロイ永西（ピッチャー）：亀梨和也（KAT-TUN）
- ケイ北本（セカンド）：勝地涼
- トム三宅（キャッチャー）：上地雄輔
- フランク野島（サード）：池松壮亮
- 笠原清二（レジーの父親）：佐藤浩市
- エミー笠原（レジー笠原の妹）：高畑充希
- 笹谷トヨ子（日本語学校教師）：宮崎あおい
- ベティ三宅（トム三宅の妻）：貫地谷しほり
- 笠原和子（レジー笠原の母）：石田えり
- 堀口虎夫（タクシー業者）：ユースケ・サンタマリア
- トニー宍戸（バンクーバー朝日監督）：鶴見辰吾
- 杉山せい（娼婦）：本上まなみ
- 井上安五郎：光石研
- 松田忠昭（「ニューピアカフェ」店主）：田口トモロヲ
- 前原勝男（写真館店主）：徳井優
- 河野義一（理髪店店主）：大鷹明良
- 三宅忠蔵（トム三宅の父）：岩松了
- 加田多吉：浜田道彦
- 江畑善吉（カナダ日本人会会長）：大杉漣
- ロイ永西の母：田島令子
- ジョー岡崎：藤村周平
- ケン早坂：芹澤興人
- エディ緑川：阿部亮平
- ボブ白石：武子太郎
- ?：溜口佑太朗（ラブレターズ)
- ムーニー丸：南好洋
- テリー小林：鏑木海智
- 床屋の客：伊藤克信

## スタッフ
- 監督：石井裕也
- 脚本：奥寺佐渡子
- 製作：石原隆、市川南
- プロデューサー：稲葉直人、菊池美世志
- ラインプロデューサー：小沢偵二
- アシスタントプロデューサー：梶本圭、西原恵
- 撮影：近藤龍人
- 照明：藤井勇
- 録音：加藤大和
- 美術：原田満生
- 編集：普嶋信一
- 音楽：渡邊崇
- 衣装：宮本まさ江
- ヘアメイク：豊川京子
- 装飾：石上淳一
- VFXスーパーバイザー：西尾健太郎
- スクリプター：工藤みずほ
- 音響効果：小島彩
- キャスティング：元川益帳
- 助監督：増田伸弥、足立博、金子敏之、佐々木洸介、錦戸健太郎
- 制作担当：有賀高俊
- 企画協力：テッド・Y・フルモト
- 協力：足利市
- 撮影協力：ANA
- 制作プロダクション：フィルムメイカーズ
- 配給：東宝
- 製作：「バンクーバーの朝日」製作委員会（フジテレビジョン、東宝、FNS27社）

## 受賞
- 第33回バンクーバー国際映画祭・観客賞
- 第88回 キネマ旬報ベスト・テン助演男優賞（池松壮亮、『愛の渦』、『海を感じる時』、『紙の月』、『大人ドロップ』、『ぼくたちの家族』と合わせての受賞）[6][7]

## 関連作品・番組
『メモリーズ・オブ・「バンクーバーの朝日」』
映画公開にあたり、石井監督自らがメガホンを取り制作したスピンオフムービー。13分のショートストーリー。 2014年11月 - 2015年1月にわたり、日本映画専門チャンネルにおいて独占放送された（放送日時はランダム）。映画本編で使用したオープンセットをそのまま使用しているため世界観もそのまま再現されている。一人の少女が現代の日本から、映画の舞台となった戦前のカナダ・バンクーバーの世界へと迷い込むファンタジーである。
- キャスト

- 少女：篠川桃音
- エミー笠原：高畑充希

高畑充希は見た!バンクーバー朝日の素顔
フジテレビにて2014年12月8日 - 12月13日の15時台に放送されたミニ番組。
「バンクーバーの朝日」歴史の波間に消えた真実の物語
フジテレビにて2014年12月13日13:00 - 14:30に放送。妻夫木聡とKAT-TUNの亀梨和也が映画の舞台であるカナダを訪れ、バンクーバー朝日のメンバーと対面する。
「バンクーバーの朝日」序章〜映画の時代背景を名優・滝藤賢一が独演〜
フジテレビにて2014年12月16日 - 12月21日に放送。滝藤賢一が案内人を務め、映画の時代背景を独演する。全6話。
- 放送日程

- 12月16日0:35 - 0:45 第1話「旅立ち」
- 12月17日0:35 - 0:44 第2話「オレたちの生きる道」
- 12月18日0:35 - 0:44 第3話「絶望」
- 12月19日0:35 - 0:45 第4話「希望」
- 12月20日0:50 - 1:00 第5話「誇り」
- 12月21日1:55 - 2:05 第6話「奇跡」

奇跡の実話はこうして映画になった!「バンクーバーの朝日」ができるまで
フジテレビにて2014年12月20日14:30 - 15:30に放送。映画撮影の舞台裏に密着した番組。